# Мурр, Вильгельм
Ви́льгельм Му́рр (нем. Wilhelm Murr; 16 декабря 1888, Эсслинген-на-Неккаре, Штутгарт — 14 мая 1945, Эгг, Форарльберг), партийный деятель НСДАП, гауляйтер и рейхсштатгальтер Вюртемберга, обергруппенфюрер СС (30 января 1942 года).

## Происхождение, образование, служба, профессиональная деятельность
Сын слесаря, в 5 лет лишился отца, а в 14 лет остался круглым сиротой, после чего его взяла к себе его сводная сестра Анна Мария. Мурр учился в начальной школе до седьмого класса. Затем получил торговое образование и работал клерком на Машиностроительной фабрике Эсслингена («Die Maschinenfabrik Esslingen AG»; ME). С 1908 по 1910 год проходил военную службу, после которой продолжал работать торговым представителем. После начала Первой мировой войны в 1914 году добровольцем вступил в армию, воевал на Западном и Восточном фронтах. Во время войны дослужился до звания вице-фельдфебеля, был ранен и окончание войны в 1918 году встретил в военном госпитале города Котбус. За боевые отличия награждён Железным крестом I-го и II-го класса.

## Политическая деятельность в Вюртемберге
После войны Мурр опять работал на своего бывшего работодателя заведующим складом. Одновременно Мурр состоял в «Немецкой национальной ассоциации коммерческих служащих» («Deutschnationalen Handlungsgehilfen-Verband»; DHV), достаточно консервативном и антисемитском союзе, в который он вступил ещё до войны. Одновременно состоял в «Немецком народном союзе обороны и наступления». Летом 1923 года вступил в НСДАП, руководитель ортсгруппы в Эсслингене. После снятия запрета НСДАП 6 августа 1925 года восстановился в НСДАП (партбилет № 12 873). Продолжая работать на машиностроительной фабрике Эсслингена, активно вербовал там новых членов партии, стал орстгруппенляйтером, затем крайсляйтером и руководителем пропаганды гау.
В результате ожесточенных внутрипартийных склок, используя безжалостные и зачастую недобросовестные методы, Мурр в конце концов оттеснил действующего гауляйтера Ойгена Мундера (Eugen Munder) от власти.

## Гауляйтер Вюртемберг-Гогенцоллерна
1 февраля 1928 года был назначен Гитлером гауляйтером Вюртемберга-Гогенцоллерна. На всеобщих выборах 14 сентября 1930 года, в которой нацистской партии удалось увеличить количество поданных за неё голосов с 2,6 до 18,3 %, Мурр был избран депутатом рейхстага от 31-го вюртембергского избирательного округа. В октябре того же года он оставил работу на машиностроительной фабрике Эсслингена и полностью сосредоточился на партийной работе.

## Имперский наместник Вюртемберга
После прихода НСДАП к власти, 8 марта 1933 года Мурр был назначен имперским комиссаром. 15 марта 1933 года ландтаг Вюртемберга избрал его государственным президентом («Staatspräsident»). Помимо этого, он стал также министром экономики и внутренних дел Вюртемберга.
5 мая был назначен на учреждённую взамен упразднённого поста президента должность рейхсштатгальтера Вюртемберга. С 1933 года — депутат вюртембергского ландтага. 9 сентября 1934 года вступил в СС (билет № 147 545.
После начала Второй мировой войны 1 сентября 1939 года был назначен имперским комиссаром обороны V военного округа, с 16 ноября 1942 года — Вюртемберга. Весной 1945 года после вступления американских и французских войск на территорию Вюртемберга предпринимал меры по организации обороны гау.

## Бегство и смерть
При приближении войск союзников к Штутгарту 19 апреля 1945 года вместе с женой и двумя адъютантами Мурр бежал в Тироль, где они скрывались в хижине на горном пастбище в Шрёккене. Утром 13 мая 1945 года они были схвачены французскими военными и доставлены в Эгг. При этом Мурр и его жена имели при себе поддельные документы на имя Вальтера и Луизы Мюллер. На следующий день они приняли яд и были похоронены на кладбище Эгга.
Американские оккупационные власти почти год разыскивали Мурра, входившего в список потенциальных военных преступников. Вскоре американцы и французы заподозрили, что Мурр может быть уже мёртв, и предприняли расследование, приведшее их в Эгг. 16 апреля 1946 года ими была вскрыта могила «Вальтера Мюллера» и его жены. Бывший зубной врач Мурра однозначно смог по зубам идентифицировать его останки.

## Награды
- Железный крест I-го класса
- Железный крест II-го класса
- Золотой партийный знак НСДАП